# Goriano Sicoli
Goriano Sicoli est une commune de la province de L'Aquila dans les Abruzzes en Italie.

## Administration
| Période                                  | Période  | Identité               | Étiquette | Qualité |
| ---------------------------------------- | -------- | ---------------------- | --------- | ------- |
| 14 juin 2004                             | En cours | Sandro Antonio Ciacchi |           |         |
| Les données manquantes sont à compléter. |          |                        |           |         |

### Communes limitrophes
Castel di Ieri, Cocullo, Prezza, Raiano